# Герб Линдинского наслега
Герб муниципального образования сельское поселение «Линдинский наслег» Жиганского района Республики Саха (Якутия) Российской Федерации.
Герб утверждён решением 6-й сессии Линдинского наслежного Совета № 8 от 23 июня 2008 года.
Герб внесён в Государственный геральдический регистр Российской Федерации под регистрационном номером 6435.

## Описание герба
«В зелёном поле с волнистой лазоревой, окаймлённой серебром оконечностью, обременённой двумя сообращенными серебряными рыбами — сигами с поднятыми хвостами, золотой лось, идущий по золотой скале».